# Terebella meleseti
Terebella meleseti är en ringmaskart som beskrevs av Leach in Johnston 1865. Terebella meleseti ingår i släktet Terebella och familjen Terebellidae. Inga underarter finns listade i Catalogue of Life.